# Liste der Bodendenkmäler in Attenkirchen
Auf dieser Seite sind die Bodendenkmäler in der oberbayerischen Gemeinde Attenkirchen zusammengestellt. Diese Tabelle ist eine Teilliste der Liste der Bodendenkmäler in Bayern. Grundlage ist die Bayerische Denkmalliste, die auf Basis des Bayerischen Denkmalschutzgesetzes vom 1. Oktober 1973 erstmals erstellt wurde und seither durch das Bayerische Landesamt für Denkmalpflege geführt wird. Die folgenden Angaben ersetzen nicht die rechtsverbindliche Auskunft der Denkmalschutzbehörde.

## Bodendenkmäler der Gemeinde Attenkirchen

### Bodendenkmäler in der Gemarkung Attenkirchen
| Lage                    | Objekt | Akten-Nr.     | Bild |
| ----------------------- | --- | ------------- | ---- |
| Attenkirchen (Standort) | Verebneter Burgstall des hohen Mittelalters. | D-1-7436-0014 |      |
| Attenkirchen (Standort) | Untertägige mittelalterliche und frühneuzeitliche Befunde im Bereich der katholischen Pfarrkirche St. Johannes der Täufer in Attenkirchen und ihrer Vorgängerbauten. | D-1-7436-0068 |      |
| Attenkirchen (Standort) | Abgegangenes Hofmarkschloss der frühen Neuzeit (Schloss Attenkirchen).                                                                                               | D-1-7436-0174 |      |

### Bodendenkmäler in der Gemarkung Pfettrach
| Lage                 | Objekt | Akten-Nr.     | Bild |
| -------------------- | --- | ------------- | ---- |
| Pfettrach (Standort) | Untertägige mittelalterliche und frühneuzeitliche Befunde im Bereich der katholischen Filialkirche St. Peter in Hettenkirchen und ihrer Vorgängerbauten. | D-1-7436-0075 |      |
| Pfettrach (Standort) | Untertägige mittelalterliche und frühneuzeitliche Befunde im Bereich der katholischen Filialkirche St. Lantpert in Pfettrach und ihrer Vorgängerbauten.  | D-1-7436-0077 |      |

### Bodendenkmäler in der Gemarkung Sillertshausen
| Lage                      | Objekt                                              | Akten-Nr.     | Bild |
| ------------------------- | --------------------------------------------------- | ------------- | ---- |
| Sillertshausen (Standort) | Siedlung vor- und frühgeschichtlicher Zeitstellung. | D-1-7536-0029 |      |

### Bodendenkmäler im Ortsteil Wimpasing
| Lage                 | Objekt | Akten-Nr.     | Bild |
| -------------------- | --- | ------------- | ---- |
| Wimpasing (Standort) | Siedlung der Urnenfelderzeit. | D-1-7536-0030 |      |
| Wimpasing (Standort) | Siedlung vor- und frühgeschichtlicher Zeitstellung.                                                                                                | D-1-7536-0031 |      |
| Wimpasing (Standort) | Siedlung vor- und frühgeschichtlicher Zeitstellung.                                                                                                | D-1-7536-0032 |      |
| Wimpasing (Standort) | Untertägige mittelalterliche und frühneuzeitliche Befunde im Bereich der katholischen Filialkirche Hl. Kreuz in Wimpasing und ihres Vorgängerbaus. | D-1-7536-0138 |      |